# Santa María la Mayor (Linares)

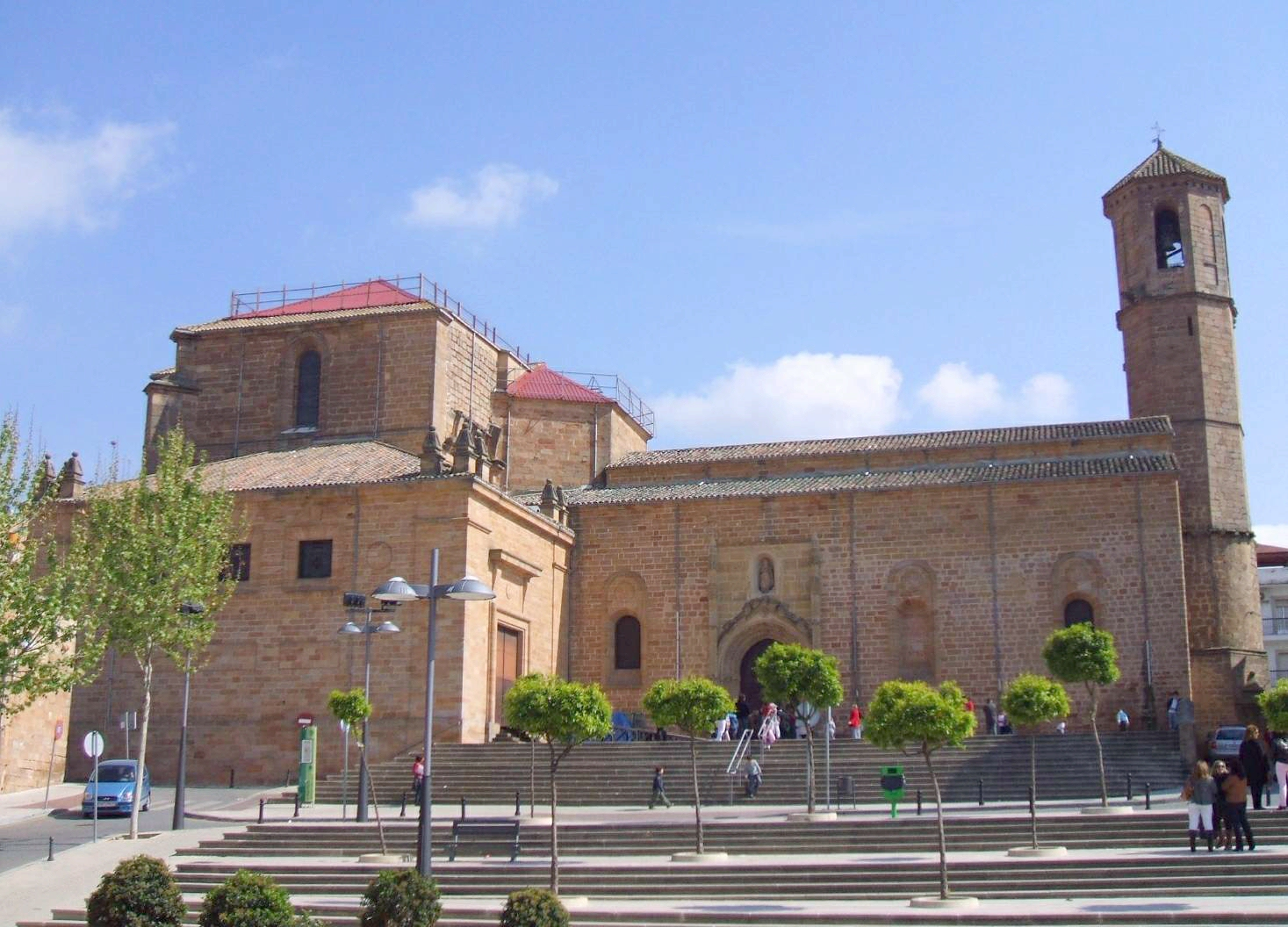
Basilika Santa María la Mayor

Die Basilika Santa María la Mayor ist eine römisch-katholische Pfarrkirche in Linares in der andalusischen Provinz Jaén, Spanien. Die zentral gelegene Kirche ist im Stil der Gotik und der Renaissance gehalten und befindet sich gegenüber dem Rathaus. Sie ist ein kunsthistorisches Denkmal und wurde zwischen dem 13. und 16. Jahrhundert erbaut. Die Marienkirche des Bistums Jaén wurde am 5. April 2016 von Papst Franziskus zur Basilica minor erhoben.

## Geschichte
Vermutlich an der Stelle einer vorherigen Moschee wurde nach der Reconquista in den folgenden Jahrhunderten erst eine einfache, dann die heutige Kirche errichtet, wobei es für die ersten Jahrhunderte keine schriftlichen Quellen gibt. In ihrer langen Bauzeit mit großen Unterbrechungen waren ab der Renaissance verschiedene Architekten beteiligt: Andrés de Vandelvira (Querschiff und Seitengewölbe des Evangeliums), Andrés de Salamanca (1564), Juanes de Izpurrio (Hauptkapelle) und Eufrasio López de Rojas (Portal von San Pedro). Die Fassade der Mariä Himmelfahrt stammt aus dem Kloster La Coronada in Jaén.

## Beschreibung

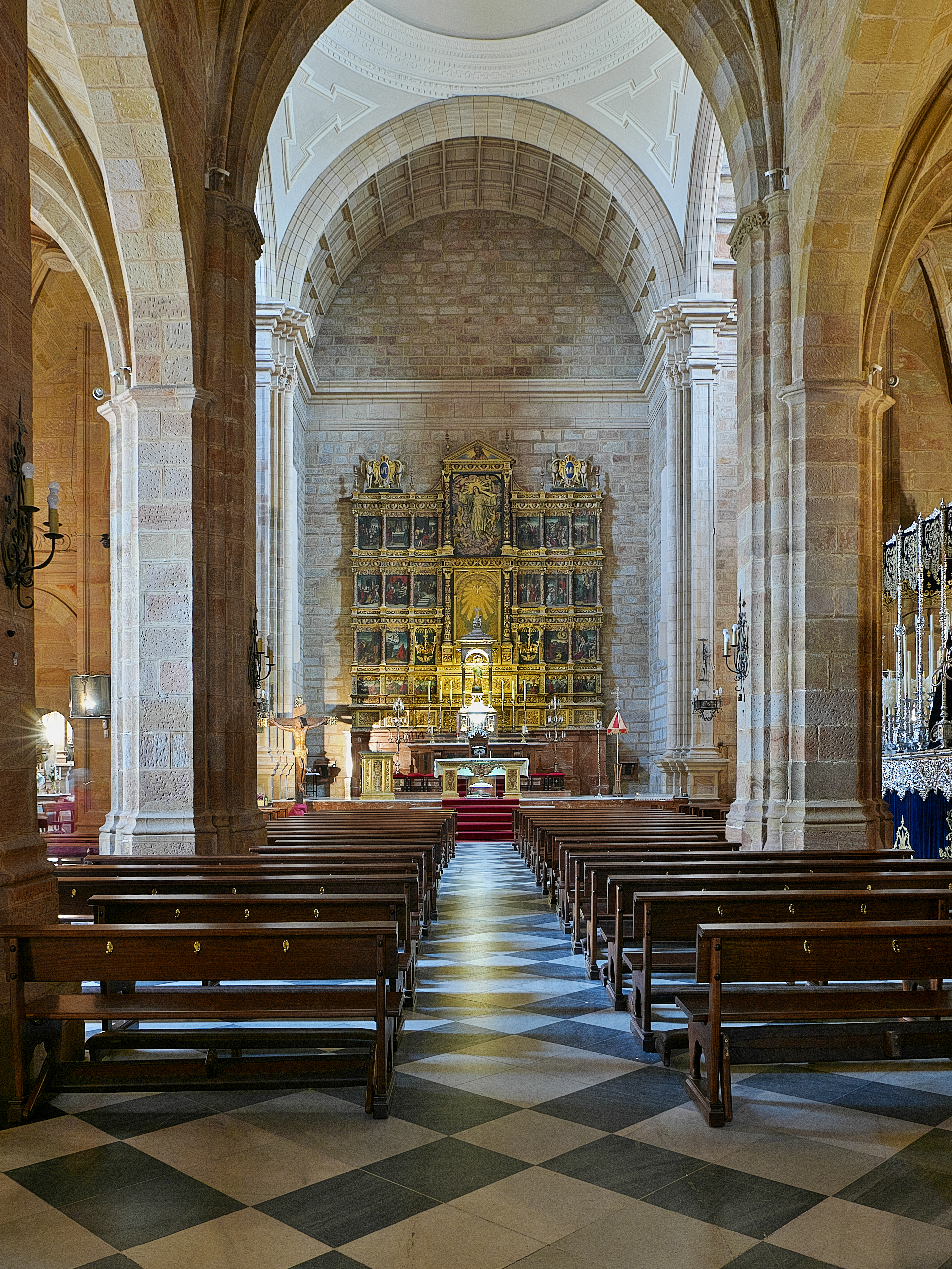
Innenraum mit Altarretabel

Die Kirche hat den Grundriss eines lateinischen Kreuzes. An der Südwestecke erhebt sich der achteckige, gotische Turm mit einer Wendeltreppe. Anschließend ist im Inneren der Kirche ist das dreischiffige, gotische Langhaus mit achteckigen Säulen und vierteiligen Gewölben erhalten geblieben, zu dem mehrere spätgotische Kapellen führen. Das Querschiff und der Altarraum stammen aus der Renaissance. Dieser höhere Gebäudeteil ist durch einen großen Rundbogen mit dem gotischen Teil verbunden und wird von einem Tonnengewölbe mit Kassettendecken und einer Apsisgewölbe überspannt.
Das Altarretabel, eines der wichtigsten Kunstwerke des Gebäudes, ist im plateresken Stil gehalten und besteht aus zweiundzwanzig Tafeln aus der Mitte des 16. Jahrhunderts, die laut González Palau ein Werk der Linie von Juan Correa de Vivar sind, das im 20. Jahrhundert von dem Künstler Navas Parejo vollendet wurde, der es mit zentralen Reliefs ausstattete und einen silbernen Tabernakel ausführte. Er steht seit 1953 über dem Hauptaltar, als er aus dem leonischen Dorf Villarrabines in die Kirche von Linares gebracht wurde und den während des Bürgerkriegs im Juli 1936 mit allen anderen Kunstwerken verschwundenen Altar ersetzte. Das erzählende Werk ist in vier Zyklen unterteilt: San Pelayo (im ersten Etage; Schutzpatron von Villarrabines), Leben der Jungfrau (zweite Etage), Leben Jesu (dritter Etage) und Prophetenpaare (Sockel).